# PlayStation (серия игровых консолей)
PlayStation (яп. プレイステーション Пурэйсутэ:сён,  официальное сокращение PS; дословно — «Игровая станция») — бренд, принадлежащий Sony Interactive Entertainment и включающий в себя серию стационарных и портативных игровых консолей (также используемых как домашние кинотеатры), игровых контроллеров и онлайн-сервисов. Первая модель игровой приставки была выпущена в декабре 1994 года в Японии.
Первой консоли PlayStation менее чем за десять лет удалось быстрее всех в истории среди игровых приставок достигнуть отметки в 100 миллионов проданных единиц. Её преемница, PlayStation 2, была выпущена в 2000 году. Эта консоль стала самой продаваемой игровой приставкой в истории на данный момент: к концу 2012 года она была продана более 155 миллионов раз, а к середине 2020 уже более 157 миллионов. Следующая консоль Sony, PlayStation 3, была выпущена в 2006 году. К марту 2017 года было продано более 87 миллионов этих устройств. PlayStation 4 была выпущена в 2013 году. В первый же день после запуска продаж данной консоли её приобрело более одного миллиона человек. Следующая консоль в данной серии, PlayStation 5, вышла в ноябре 2020 года, и на момент февраля 2022 года было куплено 18 миллионов копий.
Первая портативная игровая консоль в линейке — PlayStation Portable или PSP вышла в конце 2004 года, а к марту 2012 года её продажи достигли отметки в более чем 76 миллионов устройств по всему миру. PlayStation Vita, вторая и последняя на данный момент портативная консоль от Sony была выпущена в 2011 году. Её поддержка была прекращена в 2019 году. Основной серией контроллеров, используемых в консолях PlayStation, является DualShock. Для PlayStation 5 стали использоваться контроллеры DualSense и DualSense Edge.
Помимо различной техники бренд PlayStation включает в себя и онлайн-сервис PlayStation Network, насчитывающий по состоянию на декабрь 2019 года 103 миллиона активных пользователей ежемесячно. Он включает в себя сервис цифровой дистрибуции PlayStation Store, а также сервис платной подписки PlayStation Plus.
Под эгидой PlayStation выпускаются и сами игры, так как Sony Interactive Entertainment является владельцем многих студий-разработчиков. Данные игры предназначены только для консолей Sony. Семейство домашних консолей под брендом PlayStation стало самым продаваемым в мире, за что 3 декабря 2019 года, на 25-летие с выхода первой консоли, были включены в «Книгу рекордов Гиннесса». На момент включения в мире было продано свыше 450 миллионов консолей PlayStation.

## История

### Происхождение
Главным лицом, отвечающим за создание игровых консолей PlayStation, является Кэн Кутараги, который был одним из руководителей в компании Sony. Позднее Кутараги получил известность как «отец PlayStation».
В 1988 году началась разработка первой консоли. Изначально она была совместным проектом компаний Nintendo и Sony по созданию CD-ROM привода для приставки Super Nintendo. Sony представила версию Super Nintendo со встроенным приводом CD-ROM, которая получила название Play Station (также известную как SNES-CD или Super Famicom) на выставке Consumer Electronics Show в 1991 году, однако через день после этого Nintendo объявила, что прервёт своё сотрудничество с Sony. Соглашение между компаниями было расторгнуто после того как они не смогли прийти к соглашению о распределении доходов. Разрыв партнёрства разозлил президента Sony Норио Огу, который решил создать собственную игровую консоль. Кутараги возглавил разработку данного проекта.
Несмотря на завершённое сотрудничество, отношения между Nintendo и Sony не закончились. Nintendo предложила Sony участвовать в создании чего-либо в «неигровой области», однако данное предложение было отклонено. Он столкнулся с критикой в свой адрес из-за работы над PlayStation внутри совета директоров компании Sony, так как те не были заинтересованы в работе с индустрией видеоигр. Для решения судьбы проекта PlayStation в июне 1992 года была проведена встреча, на которой присутствовали президент компании Норио Ога и члены совета директоров Sony. На встрече Кутараги представил запатентованную систему на основе CD-ROM, которая позволяла запускать на приставке видеоигры с трёхмерной графикой. По итогу данной встречи Ога решил продолжить работу над данным проектом, однако из-за отсутствия поддержки со стороны большинства присутствовавших на встрече, а также широко распространённого негативного отношения к проекту со стороны руководителей Sony Кутараги и его команда перешли под контроль Sony Music.
При разработке консоли возникала неопределённость в отношении того, какая графика должна была использоваться на PlayStation: 2D или 3D, однако после успеха 3D-игры Virtua Fighter от компании Sega Sony приняла решение о движении именно в эту сторону.
Оригинальный логотип PlayStation был разработан дизайнером Манабу Сакамото. Он использовал четыре основных цвета в этом логотипе: красный, жёлтый, зелёный и синий. Помимо цветного логотипа, Сакамото также разработал и чёрно-белый логотип на основе того же дизайна, который был использован компанией Sony впоследствии.

### Формирование Sony Computer Entertainment
В Sony Music Entertainment Кутараги тесно сотрудничал с некоторыми сотрудниками этой компании, что впоследствии переросло в образование Sony Computer Entertainment 16 ноября 1993 года. В 1993 году, после нескольких лет разработки, проект PlayStation получил одобрение от руководителей Sony.
После демонстрации технологий и плана развития новой консоли от Sony разработчикам игр в 1994 году многие из них стали задумываться о работе с данной платформой, в том числе и такие компании, как Electronic Arts и Namco. Одним из основных факторов, который привлёк разработчиков к платформе, стало использование 3D-графики и технологии CD-ROM, которая была намного дешевле и проще в изготовлении по сравнению с консолями Nintendo, которые использовали картриджные системы. В конечном итоге оригинальный PlayStation появился в японских магазинах в декабре 1994 года и разошёлся высоким тиражом благодаря более низкой цене в сравнении с конкурентами. Популярность консоли в Японии распространилась и по всему остальному миру.

## Стационарные консоли

### PlayStation
Оригинальная PlayStation или PlayStation 1 была выпущена 3 декабря 1994 года в Японии, в США приставка появилась 9 сентября 1995 года. Она стала частью пятого поколения игровых систем. Впоследствии консоль вышла в специальной чёрной окраске под названием Net Yaroze. В 1999 году Sony выпустила PocketStation — периферийное устройство для оригинальной PlayStation.
7 июля 2000 года была выпущена PS one, которая являлась уменьшенной версией PlayStation. Из-за своей доступности PS One превосходил по продажам все остальные консоли на рынке в течение некоторого времени. К марту 2007 года года продажи PS one в общей сложности составили более 28 миллионов устройств.

### PlayStation 2
PlayStation 2 была выпущена в 2000 году. Является частью шестого поколения игровых систем и обладает обратной совместимостью с большинством игр первой PlayStation. Эта консоль стала самой продаваемой стационарной консолью в мире, разойдясь тиражом в более чем 155 миллионов устройств по состоянию на 2012 год. 29 ноября 2005 года PS2 стала первой игровой консолью, достигшей результата в 100 миллионов проданных штук. Этот результат был достигнут за 5 лет и 9 месяцев с момента запуска продаж, что позволило PS2 обойти своего предшественника PS1, которому для достижения данного результата понадобилось 9 лет и 6 месяцев. Производство данной консоли в Японии было прекращено 28 декабря 2012 года, а 4 января 2013 года Sony подтвердила, что производство PlayStation 2 прекращено по всему миру. Тем самым, PS2 выпускалась почти 13 лет, это один из самых длинных жизненных циклов в истории игровой индустрии.
Через четыре года после выпуска PlayStation 2 компания Sony выпустила улучшенную версию этой консоли — PlayStation 2 Slimline. По сравнению со своим предшественником Slimline был меньше, тоньше, тише, а также имел встроенный порт Ethernet. В 2007 году данная консоль была обновлена. В 2008 году Sony выпустила ещё одну ревизию Slimline, в которой блок питания был перемещён в корпус самой приставки.

### PlayStation 3
Осенью 2006 года в Японии были начаты продажи консоли седьмого поколения под названием PlayStation 3. С самого момента выпуска приставкой поддерживается большинство игр консолей предыдущих поколений. PS3 стала первой консолью в серии, которая представила технологию отслеживания положения контроллера в пространстве. Помимо этого PlayStation 3 может проигрывать диски формата Blu-ray Disc. Изначально PS3 поставлялся с объёмом жёсткого диска в 20 или 60 гигабайт, однако впоследствии размер памяти консоли увеличили до 500 гигабайт. На ноябрь 2013 года было продано более 80 миллионов консолей PlayStation 3 по всему миру.
В 2009 году PlayStation 3 была переиздана под названием PlayStation 3 Slim. Она стала компактнее, тише, легче, а также потребляет меньше энергии, чем предыдущие модели. Кроме того, консоль оснащена переработанной системой охлаждения и новой микропроцессорной архитектурой Cell. Менее чем за месяц после начала продаж было продано более миллиона приставок PS3. PlayStation 3 Slim также имеет порт HDMI. В 2012 году вышла ещё одна обновлённая версия консоли под названием PlayStation 3 Super Slim. Она стала меньше и легче предыдущей версии. Оснащается жёстким диском объёмом в 500 гигабайт.

### PlayStation 4
Официальный анонс PlayStation 4 состоялся на конференции PlayStation Meeting в феврале 2013 года, продажи начались в ноябре этого же года в США, Европе, Южной Америке, России и Австралии, в феврале 2014 года — в Японии.
В отличие от своей предшественницы PlayStation 3, основанной на микропроцессорной архитектуре Cell, приставка использует гибридный процессор компании AMD на основе x86-64 пиковой производительностью 1,84 терафлопс. Входящий в комплект игровой контроллер DualShock 4 примечателен наличием встроенного тачпада. Консоль работает под управлением операционной системы Orbis, являющейся модифицированной версией FreeBSD 9.0. Приставка позиционируется компанией именно как игровое устройство, а не как домашний медиацентр. На конец 2018 года по всему миру было продано более 91 миллиона консолей PlayStation 4 и 876 миллионов игр для них.
Осенью 2016 года Sony выпустила две новые аппаратные версии приставки: PlayStation 4 Slim, обладающую уменьшенными габаритами, и PlayStation 4 Pro, оснащённую более мощными основным и графическим процессором с расчётом на возможность вывода изображения и потокового видео в разрешении 4K.

### PlayStation 5
PlayStation 5 стала новой игровой консолью в серии PlayStation и преемницей PlayStation 4. На CES 2020 Sony представила официальный логотип новой консоли.
Консоль будет использовать модифицированный 8-ядерный/16-поточный процессор на основе микроархитектуры AMD Zen 2. В качестве графики будет использован модифицированный чип AMD Navi построенный на микроархитектуре RDNA 2(второго поколения). И центральный, и графический процессоры созданы на новом тех. процессе 7 нм. Также PS5 будет комплектоваться SSD-накопителем повышенной пропускной способности.
Контроллер PlayStation 5 получил новое название — DualSense. Журналист Wired Питер Рубин отметил, что геймпад немного тяжелее своих предшественников, и что в нём есть небольшое отверстие, вероятно, для микрофона, а также разъём USB Type-C для зарядки. Другой характерной особенностью контроллера являются «адаптивное нажатие» курков — кнопок L2 и R2 на задней стороне геймпада: у разработчиков игр должна быть возможность программно регулировать сопротивление этих кнопок при нажатии.. Помимо этого он будет иметь более сильную тактильную отдачу в зависимости от ситуации игрового процесса, нежели DualShock 4.

### PlayStation 6
Разработка приставки PlayStation 6 ведётся с 2023 года, а на рынок она выйдет примерно в 2027–2028 годах. Известно, что основана она будет всё так же на платформе AMD, окончательные характеристики пока не утверждены, но сообщается, что Sony хочет сделать PS6 самой производительной консолью своего (десятого) поколения.
13 июня 2025 года президент Sony Interactive Entertainment Хидеаки Нисино подтвердил факт разработки консоли нового поколения.

### Сравнение
| Название                                                    | PlayStation | PlayStation 2 | PlayStation 3 | PlayStation 4 | PlayStation 5                                                                                              |
| ----------------------------------------------------------- | --- | --- | --- | --- | --- |
| Изображение консоли                                         | | | | | |
| Дата выхода                                                 | 3 декабря 1994 9 сентября 1995 29 сентября 1995 | 4 марта 2000 26 октября 2000 24 ноября 2000 30 ноября 2000 | 11 ноября 2006 17 ноября 2006 23 марта 2007 | 15 ноября 2013 29 ноября 2013 22 февраля 2014 | 12 ноября 2020 19 ноября 2020                                                                              |
| Поддержка прекращена                                        | Да | Да | Да | Нет | Нет |
| Продажи                                                     | более 102 миллионов (на март 2012 года) | более 157 миллионов (на май 2020 года) | более 87 миллионов (на март 2017 года) | более 110 миллионов (на март 2020 года) | более 32 миллионов (на февраль 2023 года)                                                                  |
| Самая продаваемая игра                                      | Gran Turismo более 10 миллионов копий (по состоянию на апрель 2008 года) | Grand Theft Auto: San Andreas более 17 миллионов копий (по состоянию на март 2008 года)                                                                                          | Grand Theft Auto V более 15 миллионов копий (по состоянию на декабрь 2013 года) | Uncharted 4: A Thief’s End более 15 миллионов копий (по состоянию на март 2019 года) | |
| Носитель                                                    | CD-ROM | CD-ROM, DVD | Blu-ray Disc | Blu-ray Disc | Blu-ray Disc                                                                                               |
| Процессор                                                   | Custom MIPS R3000 | 294 MHz MIPS «Emotion Engine» | Восьмиядерный Cell 3,2 ГГц | Восьмиядерный AMD Jaguar 1,6-3 ГГц, построенный на x86-64 архитектуре, используется 28 нм техпроцесс | 3,5 ГГц модифицированный AMD Ryzen на базе 7-нм микроархитектуры Zen 2 (8-ядер/16-потоков)                 |
| Графический процессор                                       | Geometry Transformation Engine | 147 MHz «Graphics Synthesizer» | RSX Reality Synthesizer 550 МГц | AMD Radeon 1,84 TFLOPS | модифицированный AMD Radeon Navi на базе 7-нм микроархитектуры RDNA 2 10,28 TFLOPS                         |
| Разрешение видео сигнала *в официальных играх и приложениях | 256x224p (60 Hz) 512x448i (60 Hz) 640x480i (60 Hz) | 704x480i (60 Hz) 704x576i (50 Hz) 720x480p (60 Hz) 1920x1080i (60 Hz) | 720x480i (60 Hz) 720x576i (50 Hz) 720x480p (60 Hz) 720x576p (50 Hz) 1280x720p (60 Hz) 1920x1080i (60 Hz) 1920x1080p (60 Hz)                                                                 | 1280x720p (60 Hz) 1920x1080i (60 Hz) 1920x1080p (60 Hz) 4K (60 Hz) (PS4 Pro) | 720p 1080i 1080p (120 Hz) 4K (120 Hz) 8K (60 Hz)                                                           |
| Технологии улучшения качества вывода                        | Нет | Progressive Scan | Progressive Scan Deep Colour | Progressive Scan Deep Colour HDR | |
| Оперативная память                                          | Основная: 2 Мб Видео: 1 Мб Звук: 512 Кб | Main RAM 32 MB RDRAM Video RAM 4 MB | 256 Мб GDDR3 | 8 Гб GDDR5 5500 МГц. (В играх используется 4,5 Гб, 3,5 Гб использует ОС). Пропускная способность 176 Гб/с. | 16 Гб GDDR6 448 ГБ/с                                                                                       |
| Постоянная память                                           | Карта памяти 128 Кб | Карта памяти 8 Мб Съёмный HDD (Fat) | Съёмный HDD (от 20GB до 500GB) USB накопитель | Съёмный HDD (от 500GB) USB флешка | модифицированный твердотельный накопитель (SSD) с интерфейсом NVMe (825 Гб)                                |
| Интеграция трёхмерного телевидения                          | Нет | Нет | Да | Да | Да |
| Звук                                                        | 1.0 2.0 | 1.0 2.0 5.1 Dolby Digital 5.1 DTS 5.1 Dolby Pro Logic II | 2.0 5.1 Dolby Digital 5.1 DTS 7.1 Dolby Atmos 7.1 Dolby Digital Plus 7.1 Dolby TrueHD 7.1 DTS-HD High Resolution Audio 7.1 DTS-HD Master Audio                                              | 2.0 5.1 Dolby Digital 5.1 DTS 7.1 Dolby Atmos 7.1 Dolby Digital Plus 7.1 Dolby TrueHD 7.1 DTS-HD High Resolution Audio 7.1 DTS-HD Master Audio                                                                     | |
| Дополнительный экран                                        | - PocketStation | Нет | - Remote Play | - Remote Play | - Remote Play                                                                                              |
| Аксессуары                                                  | - Multitap (до 8 игроков) - Fishing reel controllers (Bass Landing and Reel Fishing) - Dual Analog Controller - DualShock - GunCon - Jogcon - Konami Justifier - NeGcon - PocketStation - Flightstick - Dance pad - Карта памяти | - PlayStation 2 HDD Только Fat-модели - Сетевой адаптер Встроен в Слим-версию (PSTwo, модель 70000) - EyeToy - PlayStation 2 DVD Пульт ДУ - Контроллер для Guitar Hero - Больше… | - PlayStation Eye - PlayStation Move | - PlayStation Camera - PlayStation Move - PlayStation VR | - PlayStation Camera - PlayStation Move - PlayStation VR - PlayStation HD camera - Media Remote - Pulse 3D |
| Онлайн-сервисы                                              | Нет | Собственные серверы | PlayStation Network | PlayStation Network | PlayStation Network                                                                                        |
| Региональная блокировка                                     | Да | Да | Нет | Нет | Нет |
| Обратная совместимость                                      | Нет | PlayStation | Совместимы с играми от PlayStation. Ранние версии так же были совместимы с играми от PlayStation 2, в более поздних версиях эта совместимость ограничивается цифровыми копиями из PS Store. | Оптический диск/Цифровая дистрибуция - Не совместимо с играми от PlayStation 3 в связи с несовместимостью аппаратного обеспечения. Облачный стриминг PlayStation Now - PlayStation - PlayStation 2 - PlayStation 3 | PlayStation 4, Облачный стриминг PlayStation Now                                                           |

## Портативные системы

### PocketStation
PocketStation является миниатюрной игровой консолью, созданной Sony Computer Entertaiment в качестве периферийного устройства для оригинальной PlayStation. Устройство предназначалось только для японского рынка. PocketStation имеет ЖК-дисплей, часы реального времени, может воспроизводить звук, обмениваться информацией через инфракрасный порт, а также присоединяться к PlayStation как стандартная карта памяти. Sony планировала выпустить данный продукт в США, однако в конечном итоге это не было реализовано.

### PlayStation Portable
PlayStation Portable стал первой портативной игровой консолью от Sony Computer Entertainment. Анонс PSP состоялся на выставке E3 2003. Первые продажи консоли были начаты в Японии в декабре 2004 года, в Северной Америке — в марте 2005 года, в PAL-регионах продажи стартовали в сентябре 2005 года. Данная консоль впервые использовала новый запатентованный оптический носитель данных, известный как Universal Media Disc. Имеет возможность расширения встроенной флеш-памяти с помощью карт Memory Stick. Кнопки управления PSP аналогичны стационарным консолям PlayStation.
В сентябре 2007 года вышла первая версия обновлённой портативной консоли под названием PSP-2000, также известной как PSP Slim & Lite. Новая консоль была на 33 % легче и на 19 % тоньше оригинальной модели PlayStation Portable. В 2008 году Sony выпустила вторую обновлённую версию под названием PSP-3000.
В октябре 2009 года Sony выпустила модель PlayStation Portable Go. В отличие от предыдущих моделей, PSP Go не имеет возможности использовать накопители Universal Media Disc, вместо него в консоли было встроено 16 гигабайт флеш-памяти, которые можно увеличить до 32 гигабайт с помощью карты памяти Memory Stick Micro (M2). Также, в отличие от предыдущих моделей PSP, аккумуляторная батарея PSP Go не снимается. Устройство стало на 43 % легче самой первой портативной консоли PSP-1000, и на 16 % легче последней PSP-3000. Одним из отличий от предыдущих консолей стал и экран, который стал сдвижным. PSP Go не заменил предыдущую модель PSP-3000, обе модели производились и продавались одновременно. Из-за отсутствия возможности проигрывания дисков, все игры на PSP Go покупались и загружались из PlayStation Store. Благодаря встроенной технологии Bluetooth к PSP Go возможно подключить игровые контроллеры от PlayStation 3.
Последней моделью на основе Playstation Portable стала PSP-E1000 — бюджетная версия PSP-3000, которая, в отличие от предыдущих моделей PSP, не оснащена Wi-Fi и стереодинамиками, они были заменены на один монодинамик. E1000 был анонсирован на Gamescom 2011.

### PlayStation Vita
PlayStation Vita стала портативной консолью нового поколения от Sony. Данная консоль была официально представлена компанией 27 января 2011 года на конференции PlayStation Meeting 2011. 17 декабря 2011 года произошёл её выход в Японии, 22 февраля 2012 года — в Европе, а также в Северной и Южной Америке. PS Vita оснащена 5-дюймовым сенсорным OLED экраном, двумя аналоговыми стиками, сенсорной панелью на задней части устройства и 4-ядерным процессором ARM Cortex A9.
Осенью 2013 года в Японии была выпущена новая модель PlayStation Vita — PCH-2000. Был обновлён дизайн устройства, консоль стала на 20 % тоньше и на 15 % легче по сравнению с оригинальной моделью, был заменён экран, а также время работы данной консоли увеличилось на час.
Поддержка PS Vita была прекращена в марте 2019 года. Джим Райан, один из руководителей Sony Interactive Entertainment, впоследствии заявил, что Sony не намерена продолжать заниматься рынком портативных игровых консолей.

### Сравнение
| Название                | PlayStation Portable | PlayStation Vita |
| ----------------------- | --- | --- |
| Изображение консоли     | | |
| Дата выхода             | PSP: 12 декабря 2004 24 марта 2005 1 сентября 2005 PSP Go: 1 октября 2009 1 ноября 2009 | 17 декабря 2011 22 февраля 2012 |
| Поддержка прекращена    | Да | Да |
| Продажи                 | более 76 миллионов (на март 2012 года) | более 15 миллионов (на май 2020 года) |
| Самая продаваемая игра  | Grand Theft Auto: Liberty City Stories 7,72 миллиона (на май 2020) | Uncharted: Golden Abyss 1,62 миллиона копий игры (на май 2020)                                                                             |
| Носитель                | - Universal Media Disc (UMD) (только для PSP-1000, PSP-2000, PSP-3000 и PSP-E1000) - Цифровая дистрибуция (PSP Go) | PlayStation Vita Game Card (2-4 GB) |
| Процессор               | Основан на MIPS R4000; тактовая частота от 1 до 333 МГц | 4 core ARM Cortex-A9 MPCore |
| Графический процессор   | Sony CXD1876 CPU | 200 MHz PowerVR SGX543MP4+ |
| Память                  | PSP-1000: 32 МБ PSP-2000, PSP-3000, PSP Go: 64 МБ | 512 MB RAM, 128 MB VRAM |
| Дисплей                 | Широкоэкранный TFT LCD: - 4,3 дюйма PSP1000, PSP2000, PSP3000 - 3,8 дюйма PSP Go - 480×272 пикселей (16:9 соотношение сторон экрана) - 24-битный цвет (16,77 млн цветов) - Четыре уровня яркости (200, 180, 130, 80 cd/m2) | 5-ти дюймовый OLED 960 × 544 пикселей. |
| Батарея                 | PSP-1000: съёмная 1800 mAh PSP-2000, PSP-3000: съёмная 1200 mAh PSP-E1000: встроенная 925 mAh PSP Go: встроенная 930 mAh                                                                                                   | 2200 mAh, 3-5 часов, при включёнными подсветкой экрана, Wi-Fi, звуком и 3G.                                                                |
| Связь                   | - Wi-Fi 802.11b (PSP-1000, PSP-2000, PSP-3000 и PSP Go) - IrDA (только PSP-1000) - Bluetooth (только PSP Go) - Беспроводное соединение с другой PSP или PS3                                                                | - Интеграция 802.11 b/g/n Wi-Fi - 3G (опционально) - Bluetooth 2.1+EDR                                                                     |
| Онлайн-сервисы          | PlayStation Network | PlayStation Network |
| Региональная блокировка | Да | Нет |
| Игры                    | Список игр на Sony PlayStation Portable | Список игр на Sony PlayStation Vita |
| Обратная совместимость  | - PlayStation (только загружаемые PSone Classics) - TurboGrafx-16/TurboGrafx-CD (через PlayStation Store) - Neo-Geo (через PlayStation Store) - PlayStation 3 (дистанционное воспроизведение)                              | - PlayStation, PlayStation Portable, PlayStation minis (только загружаемые) - PlayStation 3, PlayStation 4 (дистанционное воспроизведение) |

## Прочее оборудование

### PSX
PSX представляет собой полнофункциональный цифровой видеопроигрыватель с RF, S-video и композитными выходами. Он способен воспроизводить аналоговые УКВ и CATV, поставляется с пультом дистанционного управления. Прошивка консоли имеет встроенное программное обеспечение для редактирования видео, фото и аудио. Устройство поступило в продажу в Японии 13 декабря 2003 года. Из первоначального дизайна было убрано несколько важных функций, в результате чего объёмы продаж оказались очень небольшими, несмотря на значительное снижение цены.

### PlayStation TV
PlayStation TV — микроконсоль, выпущенная Sony в 2013 году в Японии и в 2014 в Северной Америке и Европе. В Японии и в других странах Азии она выпускалась под названием PlayStation Vita TV. PlayStation TV была построена на той же аппаратной платформе, что и PlayStation Vita, но не имела собственного экрана и органов управления; вместо этого она подключалась к телевизору через порт HDMI. Для управления PlayStation TV использовался контроллер DualShock, не входящий в комплект поставки. Она могла запускать игры для PlayStation Vita — хотя управление в этих играх и было ограничено из-за отсутствия сенсорных панелей, их функции брали на себя джойстики на контроллере — а также игры для более старых консолей PlayStation и PlayStation Portable. Другой возможностью PlayStation TV была трансляция на другой телевизор видео с консоли PlayStation 3 или PlayStation 4; для передачи сигнала микроконсоль могла использовать Wi-Fi или проводную домашнюю сеть.

### PlayStation VR
PlayStation VR представляет собой шлем виртуальной реальности, который был выпущен компанией Sony в октябре 2016 года. Он оснащён OLED дисплеем и работает на частоте 120 кадров в секунду. Управление в играх и приложениях виртуальной реальности осуществляется с помощью контроллера DualShock 4 или PlayStation Move. Движение головы в шлеме отслеживается с помощью PlayStation Camera.

### PlayStation Portal
PlayStation Portal (ранее известный как Project Q) представляет собой портативную консоль для запуска игр с PlayStation 5. Sony анонсировала новый девайс во время презентации PlayStation Showcase 25 мая 2023 года. Устройство оснащено восьмидюймовым дисплеем и встроенным контроллером, функции которого аналогичны DualSense. На IPS-экране можно запускать игры в разрешении 1080 пикселей с частотой 60 кадров в секунду. Консоль предназначена для запуска игр на PlayStation 5 при помощи Wi-Fi через функцию Remote Play.

## Онлайн-сервисы

### PlayStation Network
Сервис PlayStation Network был запущен 2006 году, он представляет собой сервис, ориентированный на организацию многопользовательской игры и покупку цифровых приложений и игр. Изначально данный сервис был запущен на консоли PlayStation 3, впоследствии он был внедрён и в консоли PlayStation Portable, PlayStation Vita и PlayStation 4. PlayStation Network по состоянию на декабрь 2019 года насчитывает 103 миллиона активных пользователей ежемесячно.

### PlayStation Store
PlayStation Store является сервисом цифровой дистрибуции, доступный пользователям игровых консолей PlayStation 3, PlayStation 4 и PlayStation Portable через сеть PlayStation Network. Магазин использует как обычную валюту, так и специальные карты PlayStation, приобретаемые отдельно. Игровой контент PlayStation Store включает в себя игры, дополнительный контент для игр, демоверсии, темы оформления и трейлеры к играм и фильмам. По состоянию на 24 сентября 2009 года из PlayStation Store по всему миру было произведено более 600 миллионов загрузок.

### PlayStation Plus
PlayStation Plus представляет собой платную услугу на основе подписки в сети PlayStation Network, предоставляющую пользователям дополнительный контент. Подписчики получают ранний или эксклюзивный доступ к некоторым демонстрационным и бета-версиям игр, эксклюзивному загружаемому контенту, скидкам и другим элементам PlayStation Store. Имеет 14-дневную бесплатную пробную версию.

### PlayStation App
11 января 2011 года в нескольких европейских странах было выпущено мобильное приложение для iOS и Android под названием PlayStation App. Данное приложение позволяет пользователям просматривать свой аккаунт PlayStation Network, видеть друзей в сети, а также получать актуальную информацию о PlayStation. Оно не имеет игровых функций. По состоянию на март 2014 года приложение было установлено более трёх миллионов раз.

### PlayStation Now
В 2014 году на выставке Consumer Electronics Show компанией Sony был анонсирован сервис облачного гейминга на основе Gaikai под названием PlayStation Now. Представляет собой платную услугу на основе ежемесячной подписки. Позволяет играть в игры всей линейки консолей PlayStation на ПК, мобильных устройствах, телевизорах, PlayStation Vita, PlayStation 3 и PlayStation 4. Был официально запущен на территории Северной Америки 13 января 2015 года.

## Контроллеры

### Ранние контроллеры PlayStation
В 1994 году был выпущен первый игровой контроллер для оригинальной PlayStation. В нём представлен базовый дизайн D-pad, включающий в себя 4 основных кнопки выбора:  («Зелёный треугольник»),  («Красный круг / Красный O»),  («Синий крест / Синий X») и  («Розовый квадрат»), а также кнопки «Select» и «Start» на лицевой части. На передней части контроллера находятся кнопки «L1» и «L2», а также «R1» и «R2» (название определяет сторону и высоту кнопки «L» — левая, «R» — правая, 1 — вверху, 2 — внизу). В 1996 году Sony выпустила специальный контроллер для использования его в играх-симуляторах. Первоначальный контроллер был заменён контроллером Dual Analog в 1997 году, в котором появились аналоговые стики.

### Серия DualShock и Sixaxis
В 1998 году был выпущен первый контроллер DualShock. Контроллеры данной серии выпускаются для всех консолей линейки PlayStation. Схема расположения кнопок в контроллере DualShock не изменилась.
Серия DualShock состоит из четырёх контроллеров: оригинальный DualShock, DualShock 2, DualShock 3 и DualShock 4. PlayStation 3 изначально поставлялся с контроллером Sixaxis, однако впоследствии он был заменён на DualShock 3. Как и у Dual Analog, на DualShock и DualShock 2 имеется кнопка «Analog», которая включает и выключает использование стиков. Начиная с контроллера Sixaxis кнопку «Analog» заменила кнопка «PlayStation», на которой нанесён логотип данного бренда.

### PlayStation Move
В 2010 году был выпущен PlayStation Move, который стал новым игровым контроллером для консоли PlayStation 3. PlayStation Move использует камеры PlayStation Eye для отслеживания своего положения в пространстве. 20 февраля 2013 года на конференции PlayStation Meeting было объявлено, что контроллеры Move будет поддерживаться анонсированной на том же мероприятии PlayStation 4.